# Einzelkornsaat

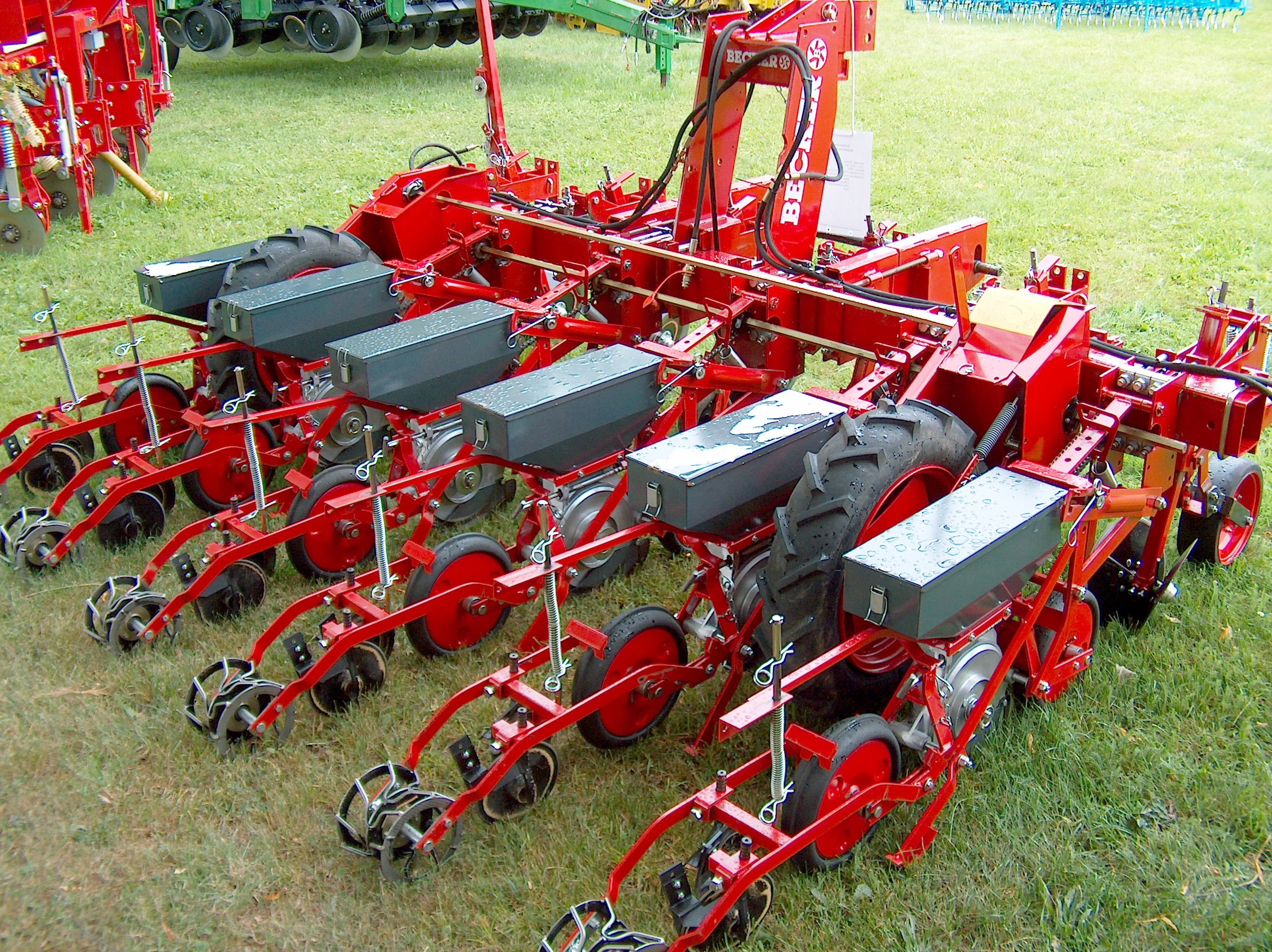
Einzelkornsägerät für Zuckerrüben

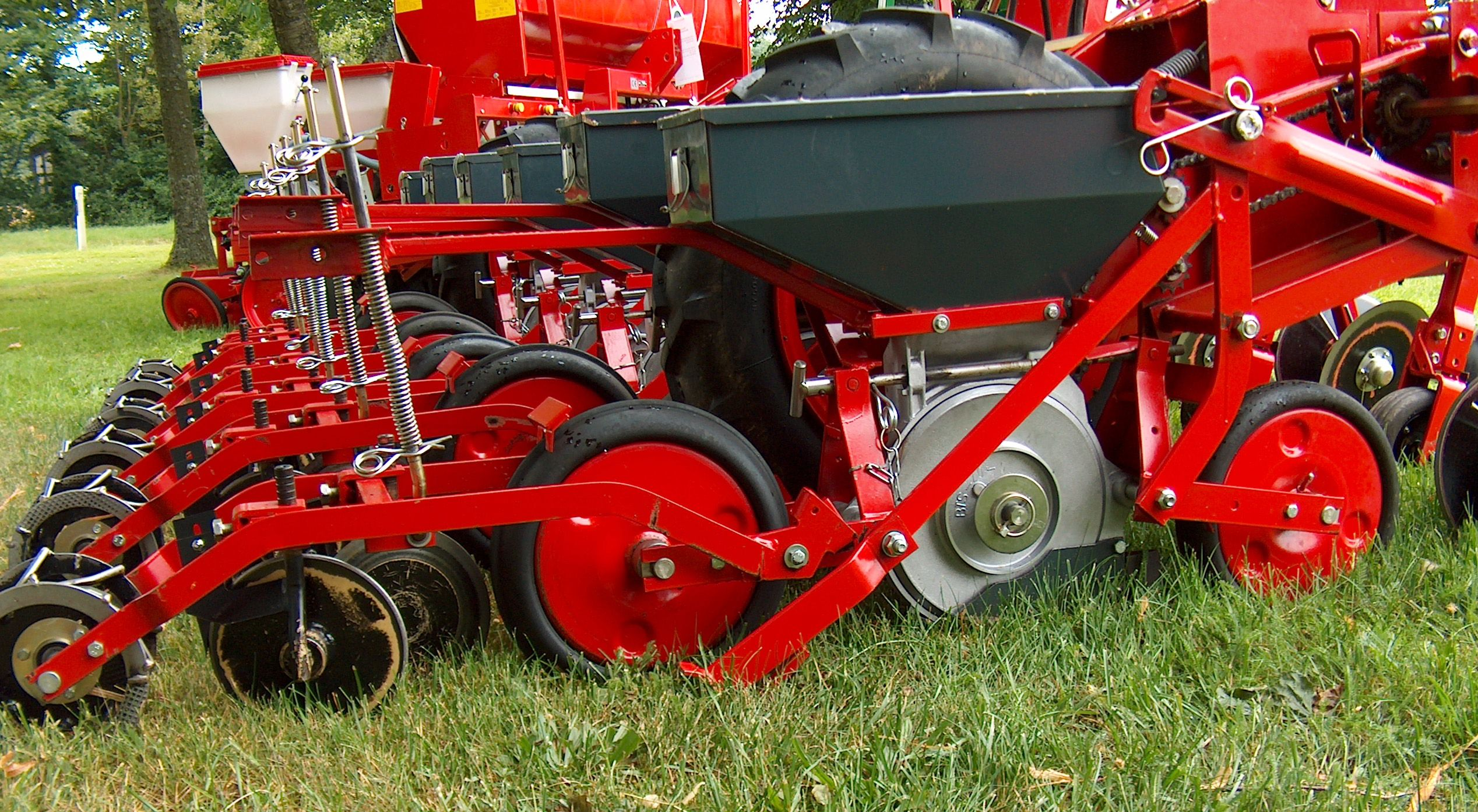
Detailansicht eines Rübensägerätes

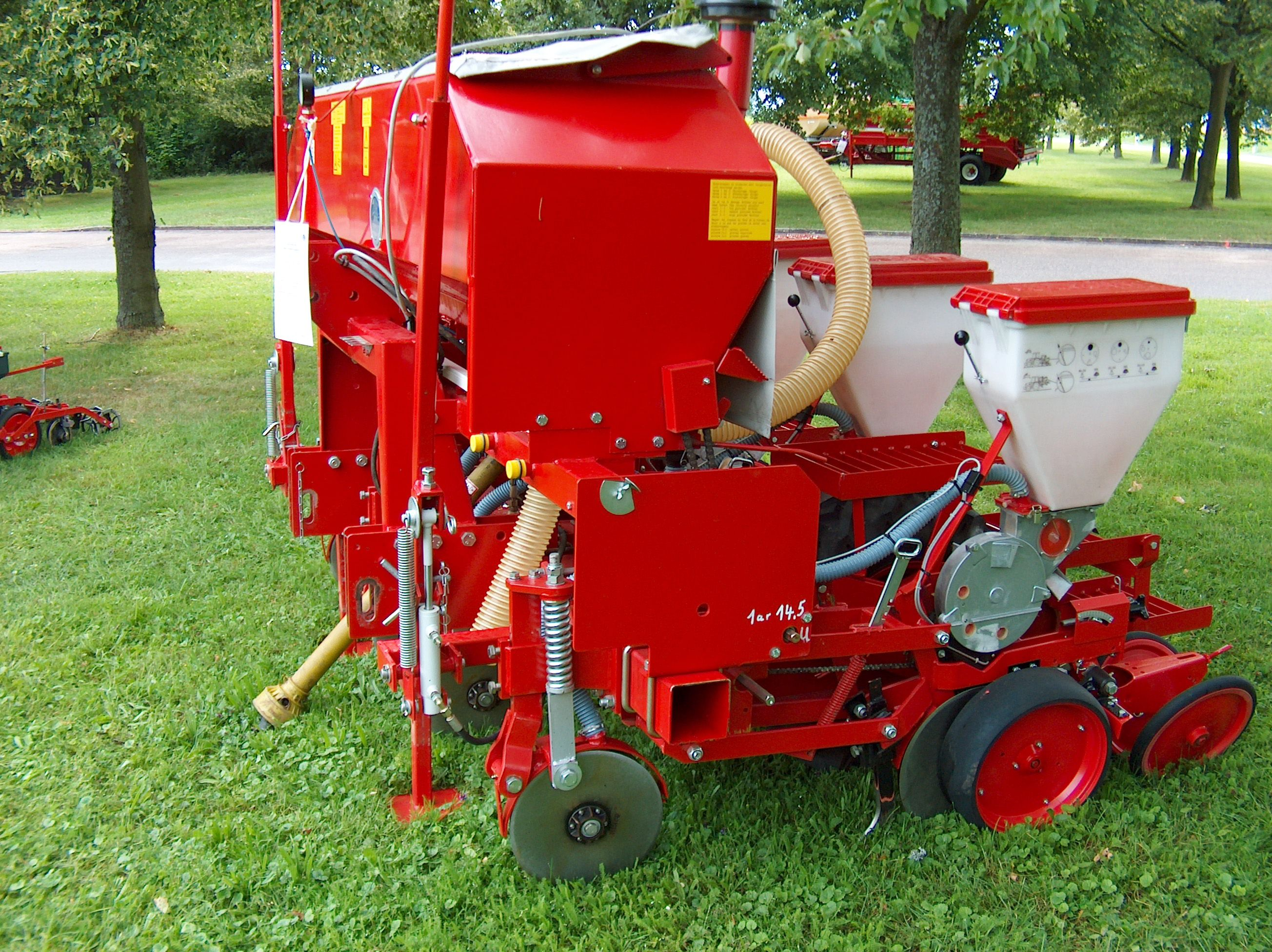
Einzelkornsägerät für Mais

Die Einzelkornsaat ist ein Saatverfahren, das bei Feldkulturen, deren Saatgut teuer ist und deren Ertrag stark von dem gleichmäßigen Pflanzenabstand auf dem Acker abhängt, eingesetzt wird.
Bei diesem Saatverfahren werden spezielle Einzelkornsägeräte eingesetzt. Diese ziehen zunächst – wie bei der Drillmaschine – mit einer Säschar eine Särinne in das Saatbett. Die Saatgutzuführung erfolgt jedoch einzeln für jedes Saatkorn. Mit Hilfe von pneumatischen oder mechanischen Regelsystemen werden einzelne Körner, bezw. das zur Vereinheitlichung von Größe und Gewicht kalibrierte oder pillierte Saatgut, zentimetergenau in einem vorher definierbaren Abstand in der Reihe abgelegt. Es folgen ein Striegel, der die Rinne mit lockerem Boden zustreicht und eine kleine Walze, die den Boden oberhalb das Saatgutes leicht andrückt. Damit wird die Verbindung zu den Kapillaren des Bodens und damit die Feuchtigkeitszufuhr zur Einleitung der Keimung begünstigt.
Einzelkornsaat ist bei Mais und Zuckerrüben üblich.